# Idioma tanacross
El idioma tanacross es una lengua que se habla en el curso medio del río Tanana, en Alaska (Estados Unidos). Hasta 1974 se le consideró como un dialecto del nabesna o atabascano del alto Tanana, a pesar de que presentaba varias diferencias que lo hacían único entre las variedades de esa lengua y con respecto a otros idiomas vecinos.

## Distribución geográfica y denominación
Se dio el nombre de tanacross al conjunto de hablas atabascanas que se hablan en una zona del valle del río Tanana, en el oriente de Alaska. Esta palabra, que designa también a una montaña y una localidad, está formada por la contracción de las voces Tanana y cross, de modo que puede entenderse como Paso del Tanana. Al inicio del siglo XIX, esta lengua también era conocida como kolchan del río Copper, sólo hasta la mitad del siglo XIX los lingüistas comenzaron a designar a la lengua con el nombre que se le da actualmente. Los hablantes de la lengua rechazan llamarlo atabascano y prefieren emplear indian o native language ('indio', 'lengua nativa'). En tiempos más recientes también se emplea el término nee'aandeg' ('nuestra lengua'), que se considera un neologismo. En 1995 se contaron 35 hablantes de la lengua sobre una población étnica de 120 personas. Casi todos los hablantes de tanacross se encontraban en la localidad de Mansfield-Ketchumstuck.

## Comparación léxica
| Ahtna   | Tanacross | Alto Tanana | GLOSA           |
| ------- | --------- | ----------- | --------------- |
| udzih   | wudzih    | bedzeyh     | caribú          |
| ggax    | gah       | gwx         | conejo          |
| tsa'    | tsá'      | tso'        | castor          |
| dzen    | dzenh     | dzenh       | rata almizclera |
| niduuyi | niidûuy   | niduuy      | lince           |